# Агео
Агео е град в префектура Сайтама, Япония. Населението му е 225 635 жители (по приблизителна оценка към октомври 2018 г.), а площта e 45,55 кв. км. Намира се в часова зона UTC+9. Телефонният му код е 048. Получава статут на град през 1958 г.